# Der Engel des Todes und der reiche König
Der Engel des Todes und der reiche König ist eine Erzählung aus Tausendundeiner Nacht. In der Arabian Nights Encyclopedia wird sie als ANE 159 gelistet. In der Kurzgeschichte muss ein König die Folgen dafür tragen, dass er Reichtümer gehortet hat, statt mit dem Geld in gute Dinge zu investieren.

## Handlung
Einst hatte ein König gewaltige Reichtümer angehäuft und sich einen mächtigen Palast gebaut. Eines Tages lud er zu einem großen Bankett und berauschte sich in Selbstherrlichkeit. Da trat ein armer, in Lumpen gekleideter an den Palast und bat um Einlass, doch schickten ihn die Leute fort. Da gab sich der Mann als Engel des Todes zu erkennen und die Menschen gerieten in Angst und Schockstarre. Der König forderte, dass ein anderer als er dem Tod ausgeliefert werden sollte, doch der Tod lehnte ab und erklärte, nur wegen des Königs gekommen zu sein, um ihn von seinen Schätzen zu trennen. 
Da klagte der König, dass er von seinen Reichtümern getrennt werden würde. Daraufhin ließ Gott die Schätze sprechen, die sich beklagten, dass der König sie gehortet habe, statt sie auszugeben, um damit den Armen, Bedürftigen und Hungernden zu helfen, Gotteshäuser und Herbergen zu errichten, Brücken und Wasserleitungen zu bauen. Stattdessen habe der König die Schätze nur für sein eigenes Gelüst gehortet. 
Daraufhin nahm der Engel des Todes die Seele des Königs und er brach tot auf seinem Thron zusammen.

Die Geschichte endet mit einem Zitat aus der Sure 6, Vers 44, des Koran:
"Als sie sich dann schließlich über das freuten, was sie erhalten hatten, verhängten Wir plötzlich eine Strafe über sie, und siehe, sie wurden in Verzweiflung gestürzt!" - Sure 6, Vers 44.

## Hintergrund
Die Erzählung findet sich in den ägyptischen Handschriften (Bulaq I) und in den frühen Druckausgaben von Tausendundeiner Nacht, mit Ausnahme der Breslauer Ausgabe. Auf die Kalkutta-II-Edition griffen Richard Francis Burton und Enno Littmann zurück.
In der klassisch-arabischen Literatur findet sich die Geschichte außerhalb von Tausendundeine Nacht im Fürstenspiegel (al-Tibr al masbuk), der al-Ghazali (gest. 1111) zugeschrieben wird.

## Ausgaben
- Enno Littmann: Die Erzählungen aus den tausendundein Nächten, Insel Verlag, Frankfurt 1968 (Erstausgabe 1922–1928), Band 3, S. 699–702.